# 阎琢
阎琢（1933年—），内蒙古人，中国人民解放军将领、中国人民解放军中将。 
1993年，授予中国人民解放军中将，曾任济南军区副司令员丶山東省军區司令員、南京军区副司令员。 